# Rechowot (stacja kolejowa)
Rechowot (hebr.: רחובות) – stacja kolejowa w Rechowot, w Izraelu. Jest obsługiwana przez Rakewet Jisra’el.
Stacja znajduje się w północnej części miasta Rechowot, w bezpośrednim sąsiedztwie Instytutu Nauki Weizmanna. Dworzec jest przystosowany dla osób niepełnosprawnych.

## Połączenia
Pociągi z Rechowot jadą do Lod, Tel Awiwu, Bene Berak, Petach Tikwa, Rosz ha-Ajin, Kefar Sawy, Naharijji, Hajfy, Riszon le-Cijjon, Binjamina-Giwat Ada, Netanii i Aszkelonu.